# Мак лапландский
Мак лапландский (лат. Papaver lapponicum) — вид многолетних травянистых растений из рода Мак (Papaver) семейства Маковые (Papaveraceae).

## Распространение и экология
По одним данным, мак лапландский — эндемик Фенноскандии. Его ареал ограничен на территории России центральной частью Кольского полуострова — Хибины, Ловозерские тундры и, небольшими скоплениями, в Мончетундре. За пределами России встречается только в Северной Норвегии.
По данным сайта Germplasm Resources Information Network (GRIN), ареал вида гораздо шире: растение встречается в Норвегии, России (Мурманская область, Республика Коми, Таймыр, Тюменская область, Магаданская область), а также в США (Аляска) и Канаде (территория Юкон, Северо-западные территории, территория Нунавут, провинции Британская Колумбия, Квебек и Ньюфаундленд и Лабрадор).
Растение отмечено также на острове Врангеля.
Типичными местами произрастания лапландского мака являются мелкозёмистые и песчаные осыпи, каменистые россыпи по берегам рек и ручьёв горно-тундрового пояса, пояса берёзового криволесья и, изредка, лесной пояс. Чаще встречается на открытых местах с разреженным травяным покровом.
Опыляется преимущественно шмелями.

## Биологическое описание
Мак лапландский — многолетнее растение, растущее большими густыми дерновинами.
Листья серо-зелёные или зелёные, опушённые прилегающими длинными волосками белого цвета, длиной 4—12 см, на черешках длиной до 7 см, просто-перисто-рассечённые, с 3—4 парами сегментов. Сегменты ланцетовидные, длинно-заострённые или линейные, большей частью зубчатые, удлинённые или укороченные, острые или тупые.
Цветоносы многочисленные, прямые, высотой 10—30 см, внизу почти голые, вверху с прижатыми белыми или тёмными щетинками. Бутоны маленькие, длиной 1,5 см, диаметром 0,6 см, покрытые короткими тёмными волосками. Цветки диаметром до 2,5 см, чашеобразные, ярко-лимонные. Чашелистики ладьвидные, опушённые, зелёные, светлые по краям. Лепестки быстро опадающие, к основанию суживающиеся, сверху округлые или усечённые, внешние лепестки длиной 1,3—2,3 см, внутренние — в два раза меньше. В венчике находится множество тычинок, длина которых на порядок больше длины завязи.
Коробочка длиной 1,3 см, шириной 0,5—0,7 см, грушевидно-овальная или булавовидная, с негустыми прижатыми тёмными щетинками.

## Охранный статус
Несмотря на то, что ежегодное плодоношение лапландского мака обеспечивает сохранение вида, популяция его крайне мала. Главными факторами, лимитирующими численность мака, является горно-промышленная деятельность людей в местах произрастания растения и незаконный сбор в букеты.
Данный вид внесён в Красную книгу России и Мурманской области и охраняется в ряде ООПТ, в том числе: Полярно-альпийский ботанический сад-институт и ООПТ Ловозерского района Мурманской области — Арники и маки ущелья Индичйок.